# Jamestown (Tennessee)
Jamestown település az Amerikai Egyesült Államok Tennessee államában, Fentress megyében, melynek megyeszékhelye is. Lakosainak száma 1935 fő (2020. április 1.).

## Népesség
A település népességének változása:

| 2010 | 1 959 |
| 2020 | 1 935 |